# Сверхпластичность
Сверхпластичность (англ. superplasticity) — состояние материала, имеющего кристаллическую структуру, которое допускает деформации, на порядок превышающие максимально возможные для этого материала в обычном состоянии.

## Описание
Состояние сверхпластичности характерно для металлов и керамик с мелким размером зерна, обычно меньше 20 мкм. Кроме достаточно мелкого зерна, от материала для достижения состояния сверхпластичности требуется высокая однородность распределения по объему термопластичных компонентов, которые связывают между собой границы зерен в процессе пластического течения, позволяя материалу сохранять свою кристаллическую структуру. Для металлов до сих пор нет однозначно принятого мнения о механизме возникновения состояния сверхпластичности. Считается, что он лежит в области явлений атомарной диффузии и проскальзывания зерен относительно друг друга. Недавно обнаруженное состояние сверхпластичности у крупнозернистого алюминида железа объясняется процессом динамической рекристаллизации зёрен.
Сверхпластичность обычно наступает при температурах, превышающих половину температуры плавления по абсолютной шкале. Образцы в состоянии сверхпластичности при растяжении, как правило, не образуют «шейки» и не подвержены инерциальной кавитации, что имеет место при разрушении образцов в состоянии обычной пластичности. 
Многие аморфные материалы (например, стёкла и полимеры) также демонстрируют возможность больших деформаций при повышенных температурах, однако их состояние не относится к сверхпластичности, так как эти материалы не имеют кристаллической структуры. Их состояние описывается законами поведения ньютоновской жидкости.